# Martin Heinrich Gustav Schwantes
Martin Heinrich Gustav Schwantes (Bleckede, 18 settembre 1881 – Amburgo, 1960) è stato un botanico e archeologo tedesco.
Specializzato in Aizoaceae, il genere Schwantesia è così chiamato in suo onore. Astridia è un genere ispirato dal nome della moglie di Schwantes, Astrid. La Lithops schwantesii è anch'essa una specie in suo tributo.